# 公益社団法人及び公益財団法人の認定等に関する法律第五十条第一項に規定する合議制の機関の組織及び運営の基準を定める政令
公益社団法人及び公益財団法人の認定等に関する法律第五十条第一項に規定する合議制の機関の組織及び運営の基準を定める政令（こうえきしゃだんほうじんおよびこうえきざいだんほうじんのにんていとうにかんするほうりつだいごじゅうじょうだいいっこうにきていするごうぎせいのきかんのそしきおよびうんえいのきじゅんをさだめるせいれい）は公益社団法人及び公益財団法人の認定等に関する法律第五十条第一項に基づき制定された日本の政令である。法令番号は平成18年政令第303号、2006年（平成18年）9月21日に公布された。

## 概要
国の公益法人制度改革により成立した公益法人制度改革関連3法のうち、公益法人の認定について定める公益社団法人及び公益財団法人の認定等に関する法律に基づいて制定された。同法50条第1項には、「都道府県に、この法律によりその権限に属させられた事項を処理するため、審議会その他の合議制の機関を置く。」とあり、本政令は各都道府県がその組織及び運営について定める際の基準について定めるものである。
この政令は、地方自治の観点から、基準を定めるものであり、各都道府県に設置されている都道府県公益認定等委員会などの合議制認定機関は、全て各都道府県の条例に基づいて運営されている。